# Karl von Seydel

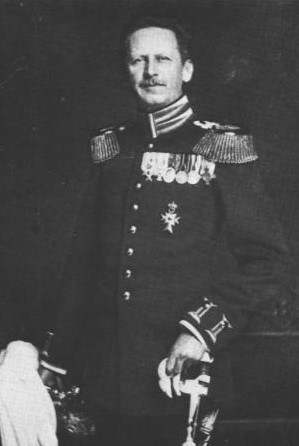
Karl Seydel (zwischen 1906 und 1909)

Karl Seydel, seit 1912 Ritter von Seydel (* 16. September  1853 in Laufen (Salzach); † 16. September 1939 in München) war bayerischer Generalstabsarzt der Armee mit dem Rang als Generalleutnant und Hochschullehrer für Chirurgie in München.

## Leben
Seydel war der Sohn bayerischen Landrichters Josef Seydel und dessen Ehefrau Clara, geborene Holzer. Nach dem Abitur am Wilhelmsgymnasium München studierte er 1873 an der Ludwig-Maximilians-Universität München Medizin. 1874 im Corps Bavaria München recipiert, zeichnete er sich zweimal als Senior aus. 1878 in München zum Dr. med. promoviert, trat er in den Sanitätsdienst der Bayerischen Armee ein. 1886 habilitierte er sich in München für Chirurgie. Seit 1890 war er Dozent an der Militärärztlichen Akademie in München und Vorstand der Krankenpflege- und Heilanstalt des Bayerischen Roten Kreuzes. Die Ludwig-Maximilians-Universität ernannte ihn 1901 zum Honorarprofessor. Nachdem er als Divisionsarzt der 1. Division am 9. März 1904 zum Generalarzt avancierte, wurde er am 20. April 1904 zum Korpsarzt des I. Armee-Korps ernannt. Am 23. Februar 1910 erfolgte seine Ernennung zum Sanitätsinspekteur der Armee sowie zum Vorstand des Operationskursus für Militärärzte.
Noch als Generalarzt gehörte er 1911 zu den Gründern der Vereinigung der Bayerischen Chirurgen. Unter Beförderung zum Generalstabsarzt der Armee wurde Seydel am 15. Oktober 1911 zum Chef der Medizinalabteilung im Kriegsministerium ernannt. Dem Königlich Bayerischen Garnisonslazarett wurde 1912 unter dem Chefarzt Seydel der chirurgische Krankenblock in der Lothstraße hinzugefügt.
Für sein Wirken verlieh Prinzregent Ludwig III. Seydel am 28. Oktober 1912 das Komturkreuz des Verdienstordens der Bayerischen Krone. Damit war die Erhebung in den persönlichen Adelstand verbunden und er durfte sich nach der Eintragung am 4. Dezember 1912 in die Adelsmatrikel „Ritter von Seydel“ nennen. Außerdem verlieh der Prinzregent ihm am 12. März 1913 den Rang als Generalleutnant mit dem Prädikat Exzellenz.
Während des Ersten Weltkriegs wurde Seydel mit dem Militärverdienstordens I. Klasse ausgezeichnet und erhielt Anfang Februar 1917 die Erlaubnis zur Annahme des Roten Adlerordens II. Klasse mit Stern und Schwertern sowie des Großkreuzes des Franz-Joseph-Ordens mit Kriegsdekoration. Nach Kriegsende trat Seydel am 11. Januar 1919 in den Ruhestand. Er starb an seinem 86. Geburtstag.
Seydel hatte sich am 30. September 1880 mit Luise Koch verheiratet. Aus der Ehe gingen zwei Söhne, darunter Joseph Seydel, und eine Tochter hervor.

## Schriften
- Antiseptik und Trepanation. 1886.
- Lehrbuch für Kriegschirurgie. 1893.